# Kundalpur (Madhya Pradesh)
Kundalpur (Hindi कुण्डलपुर) ist ein ca. 1.750 Einwohner zählendes Dorf mit einer bedeutenden Pilgerstätte der Jains  im indischen Bundesstaat Madhya Pradesh.

## Lage
Das Dorf Kundalpur liegt am westlichen Rand eines Ausläufers des Vindhyagebirges in einer Höhe von ca. 350 m ü. d. M.; die Jain-Tempel liegen zum Teil 50 m höher. Die Distriktshauptstadt Damoh befindet sich ca. 36 km (Fahrtstrecke) südwestlich. Das Klima ist warm und für indische Verhältnisse durchaus regenreich, wobei ca. 90 % der Niederschläge während der sommerlichen Monsunzeit fallen.

## Bevölkerung
Ungefähr 85 % der Dorfbewohner sind Hindus; Jains sind mit ca. 10 % vertreten. Moslems und andere Religionsgruppen bilden nur zahlenmäßig kleine Minderheiten. Wie im Norden Indiens üblich, liegt der Anteil der männlichen Bevölkerung ca. 10 % über dem weiblichen.

## Geschichte
Über die frühere Geschichte des Ortes ist nicht viel bekannt – gemäß der Überlieferung sollen drei der elf Schüler des Sektengründers Mahavira hier geboren worden sein. Die ältesten der mehr als 60 Jain-Tempel stammen jedoch erst aus dem 18. Jahrhundert; es ist aber anzunehmen, dass der Platz bereits vorher von Mönchen genutzt wurde.

## Sehenswürdigkeiten

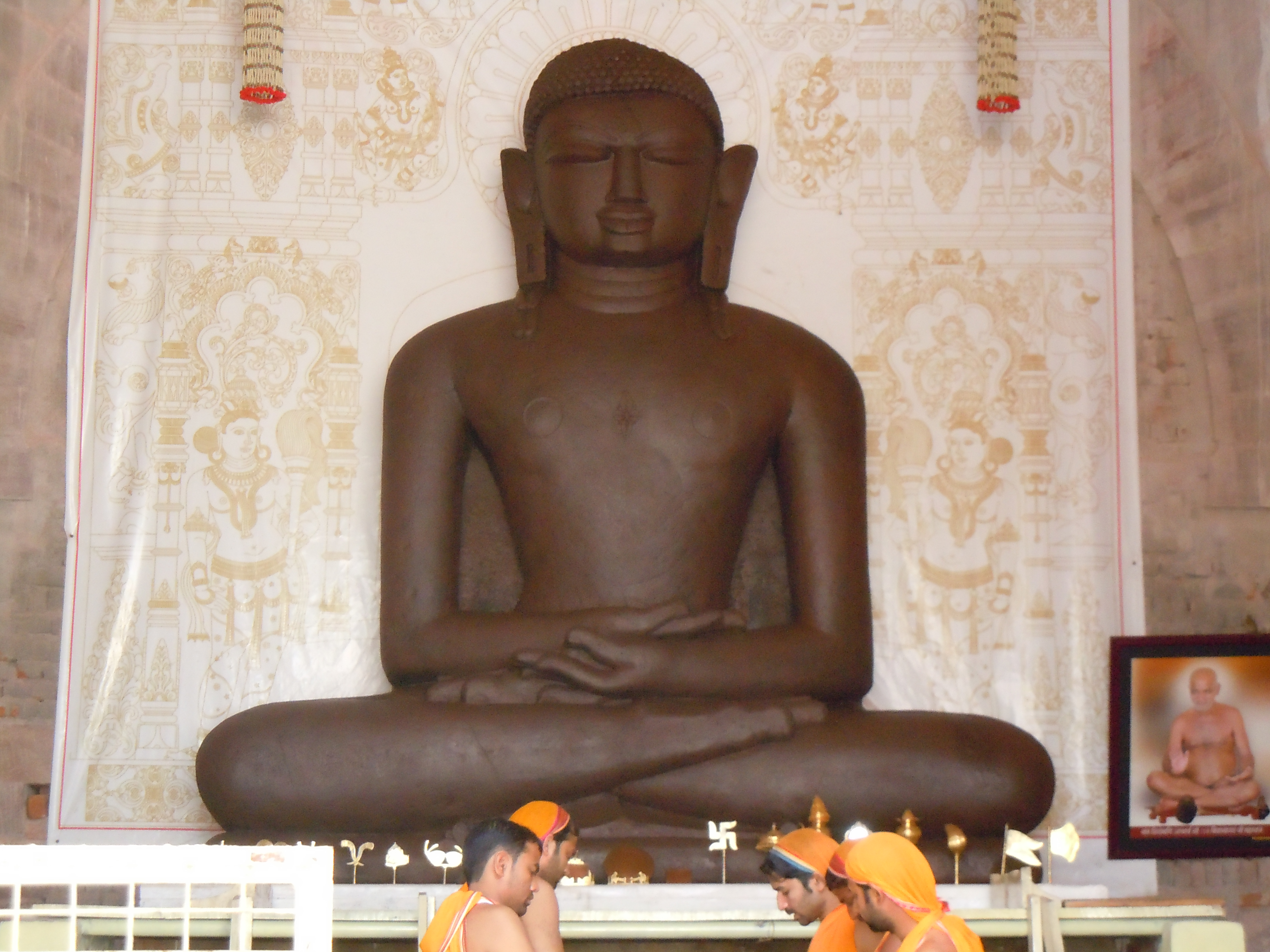
Rishabha/Adinath

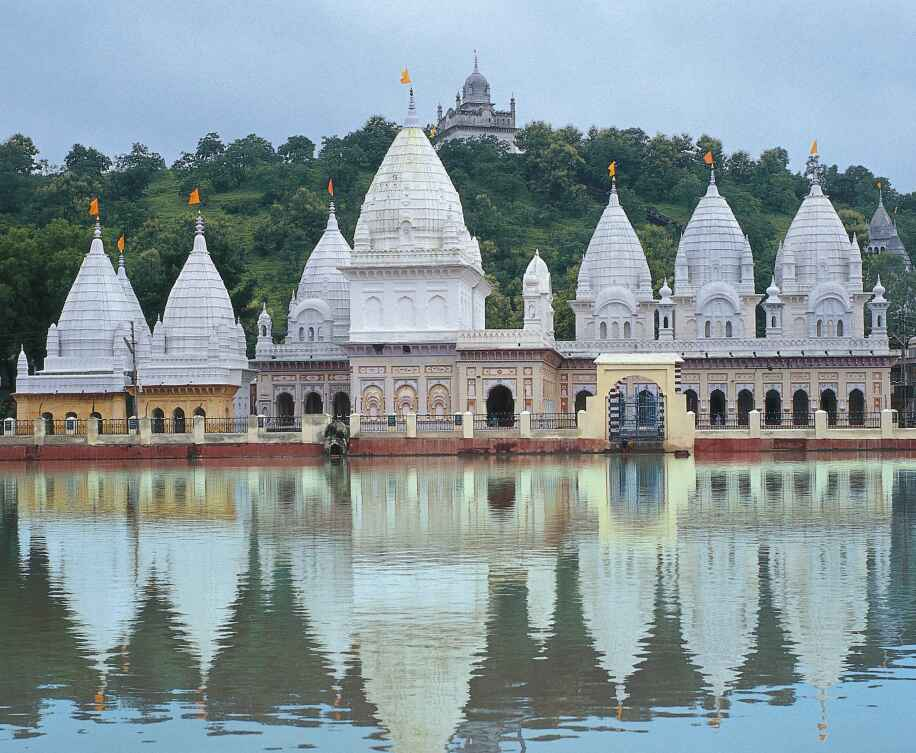
Jain-Tempel am Seeufer

Der Haupttempel sowie mehrere Nebenschreine sind dem ersten Tirthankara Rishabha/Adinath (hier auch bekannt unter dem Namen Bade Baba) geweiht. Im Tempel Nr. 22 wird eine ca. 5 m große Sitzfigur des geistigen Führers, dessen Hände im Meditationsgestus (dhyanamudra) im Schoß ineinander gelegt sind, verehrt.